# ユニヘアー
株式会社ユニヘアー（英: Unihair Co., Ltd.）は、カツラメーカー株式会社アデランスのかつての商号である。

## 概要
元々の商号は（初代）株式会社アデランスであり、アートネイチャーと共に日本のカツラ業界をリードしてきたが、2007年9月に会社分割により当社が行っていた事業を同名の事業会社である（2代目）株式会社アデランスへ譲渡し、当社は持株会社株式会社アデランスホールディングスとなった。
その後、2009年に男性用は「ADERANS」、女性用はかつての子会社が行っていた「フォンテーヌ」と（2代目）株式会社アデランスが行っていた「レディスアデランス」をブランド統合して「FONTAINE」となり、グループで展開するブランドを明確化した。そして、2010年9月に事業子会社であった（2代目）株式会社アデランスとフォンテーヌ株式会社を吸収合併し、商号を株式会社ユニヘアーに変更した。
商号であるユニヘアーとは、「ユニバーサル・ヘアー」の略で、「文化・言語・国籍の違い、老若男女を問わずに利用できる新しい毛髪」を意味している。
しかし、新社名が当初の企図通りに世間一般に浸透しなかったことや、業績低迷からの脱出を図るという観点、創業の原点への回帰という意味合いから、2011年4月6日にユニヘアーは『2011年7月1日付にて、社名を元の（3代目）株式会社アデランスに復する』ことを発表した。

## 沿革
アデランス時代
- 1968年（昭和43年）9月 - 根本信男、平川邦彦、大北春男の3氏が「個人商店アデランス」を創業。
- 1969年（昭和44年）3月 - 株式会社に改組。東京都新宿区に（初代）株式会社アデランスを設立し、かつらの販売を開始。
- 1985年（昭和60年）9月 - 店頭登録有価証券として日本証券業協会東京地区協会に登録。
- 1987年（昭和62年）1月 - 東京証券取引所市場第二部に上場。
- 1988年（昭和63年）12月9日 - 大阪証券取引所市場第二部に上場。
- 1997年（平成9年）8月 - 東京証券取引所市場第一部および大阪証券取引所市場第一部に上場。

アデランスホールディングス時代
- 2007年（平成19年）9月 - 株式会社アデランスホールディングスに商号変更。同時に、会社分割で子会社の（2代目）株式会社アデランスを設立し、持株会社制に移行。
- 2010年（平成22年）2月5日 - 大阪証券取引所上場廃止。

ユニヘアー時代
- 2010年（平成22年）9月1日 - 完全子会社である事業子会社の株式会社アデランスとフォンテーヌ株式会社の2社を吸収合併し、同時に、株式会社アデランスホールディングスから株式会社ユニヘアーに商号変更。同時に、登記上の本店を本社ビルのある新宿区新宿から既に本社機能が移転していた新宿区荒木町に移転。
- 2011年（平成23年）7月1日 - 商号を（3代目）株式会社アデランスに変更。

## 主なグループ会社
- 株式会社パルメッセ - 不動産業、損害保険代理店業、生命保険代理店業
- 株式会社ヘアトラストホールディングス - 理容・美容事業の中間持株会社
  - 株式会社ノディン - 理容業、美容業のコンサルタント

このほか、北アメリカ・ヨーロッパ・アジアの15ヶ国に子会社・関連会社を有する。

## スティール・パートナーズとの関係
多額の現金及び有価証券等の資産を抱えているために、買収の対象となりやすく、スティール・パートナーズ系のスティールパートナーズJストラテジックFオフショアが一時大株主となった。
2008年5月29日の定時株主総会において、会社提案の取締役9名の選任に関する第2号議案について、再任の7名については否決され、新任の社外取締役2名についてのみ可決された。これは、現経営陣の姿勢に反対する大株主のスティール・パートナーズに賛同する株主が多数現れたためである。この結果、取締役の数が取締役会設置会社としては法定の3名を下回ることになったため、同年8月9日の臨時株主総会で新たに7名追加選任されるまで、会社法346条1項の規定により、従来の取締役が取締役としての権利義務を保持し続投することになった。創業家などの過半数を保有する株主が反対した場合を除いては、上場会社で会社提案の取締役選任決議案が否決されたのは日本で初めての事態であった。
2009年5月には、スティール・パートナーズの推薦により、コンサルティング会社の社長であった大槻忠男が社外取締役となり、同年12月には代表取締役社長に就任した。しかし、大槻社長は、2011年2月に、業績不振を理由に解任され、創業者である根本信男会長が代表取締役会長兼社長に復帰している。
2014年に保有していたほぼ全ての株式を売却、12月15日時点の保有比率は0.62%となり事実上の撤退となった。